# 古い日記
「古い日記」（ふるいにっき）は、1974年2月25日に発売された和田アキ子の18枚目のシングル。

## 解説
- 作詞は安井かずみ、作曲は馬飼野康二。

- 和田の代表曲のひとつとして知られている。

- 吉村明宏による「あの頃は ハッ！」というものまねで有名であるが、「ハッ！」のタイミングは和田本人が歌唱する時とは異なっている。このものまねのおかげで曲が有名になったため、後に発売されたCDの歌詞カードには従来は書かれていなかったHAが追加されている。

- 随所に入る「ハッ！」という掛け声は、スティービー・ワンダーのシャウトを意識したものである[1]。

- NHK『NHK紅白歌合戦』では長年歌唱機会がなかったが、和田がデビュー35周年を迎えた2003年の『第54回NHK紅白歌合戦』でSPアレンジ版「古い日記 2003 KOUHAKU Remix」としてようやく歌唱された。その後、紅白では2010年の『第61回NHK紅白歌合戦』（「AKKOィィッ!紅白2010スペシャル」メドレー内3曲目で歌唱）および2014年の『第65回NHK紅白歌合戦』（「古い日記 ～2014紅白スペシャル～」）の計3回歌唱されている。2010年・第61回と2014年・第65回の歌唱時にはいずれも出場者有志による「ハッ！」の声援を受けている。

- 1988年に発売されたシングル「だってしょうがないじゃない」のEPレコード盤のB面に「古い日記」のリメイクが収録された（ただし、同曲再発売盤のCDシングル及びカセットテープには、代わりに「続・だってしょうがないじゃない」が収録された。2017年にこのシングルが音楽配信された際にはオリジナルのカップリングに戻っている。）。こちらのバージョンは「あの頃は」の後に「ハッ！」という掛け声が入っている。

- 2000年6月、マキシシングルCD「あの日によく似た青い空」のカップリング曲として、DJ AKIHIRO YOSHIZAWAによるリミックス「古い日記(DYNAMITE SOUL MIX) 」をリリースしている。これ以降、和田が歌番組などで「古い日記」を歌唱する際は、「古い日記(DYNAMITE SOUL MIX) 」のイントロ・アウトロをイメージしたアレンジのものが演奏される。

- 2001年、アスクルのCMソングとして使用された。

- 2005年、HEY!でm-floと共に『第56回NHK紅白歌合戦』に白組からm-flo loves Akiko Wadaとして出場した際、2番の2メロ冒頭の本来はm-floが『What you know about the game plan, BOY?』とラップしている箇所を、和田アキ子が歌唱するこの曲の「あの頃は　ハッ！」に差し替えたスペシャルバージョンを披露した。

- 2013年、au（KDDI・沖縄セルラー電話連合）のCM「auの学割」で出演者の森三中と剛力彩芽が「古い日記」の替え歌を歌唱した（そのCMには和田もドッキリゲストとして出演）。[2]

- 2015年、ミランダ・カーが出演しているサントリー黒烏龍茶のCMでMayuという歌手がこの曲の替え歌を歌っている。

- 2020年に出た新しい学校のリーダーズ「オトナブルー」は、本曲へのオマージュといわれている。

## 収録曲
（全作曲・編曲：馬飼野康二）
1. 古い日記 [2:46]
作詞：安井かずみ
2. 女の純情 [2:47]
作詞：たかたかし

## カバー
- 山寺宏一（2000年発売のアルバム「タイムカプセル(10)」に収録）
- 渚ようこ（2003年発売の和田アキ子トリビュート・アルバム「あの鐘を鳴らすのはアタシ」に収録）
- Home Grown（2005年に発売された和田アキ子本人のアルバム「ラガアキコ」に収録）
- BAZRA（2008年発売のアルバム「千回目の日曜日」に収録）
- What's Love?（2010年発売のアルバム「昭和残響伝」に収録）
- AMEMIYA（2012年発売のCD「歌がうまい王座決定戦コンピレーション〜歌うま七人衆〜」に収録）
- 堂本剛（2013年5月8日発売のアルバム「カバ」に収録）
- EXILE SHOKICHI × PKCZ®（2018年9月5日発売のアルバム『アッコがおまかせ 〜和田アキ子50周年記念トリビュート・アルバム〜』に収録）
- 荒牧陽子（2019年発売のアルバム「リスペクト！～私が昭和を歌ったらこんな感じ！～」に収録）
- 桑田佳祐（2019年6月5日発売のライブ・ビデオ『平成三十年度! 第三回ひとり紅白歌合戦』に収録）
- デラックス×デラックス（2020年2月26日発売のカバーシングル『泣いてないんだから』に収録）